# Джон Гілл
Джон Б. Гілл (англ. John B. Hill; нар. 8 травня 1949, Північна Ірландія) — новозеландський футболіст північноірландського походження, захисник.

## Клубна кар'єра
Розпочав свою кар'єру в белфастському «Гленторані», з яким виграв два чемпіонати Північної Ірландії, Кубок Ірландії, три Кубки міста, Щит Графства Антрим та Кубок Блаксніта. У 1975 році визнаний Найкращим футболістом Белфаста.
У 1975 році емігрував до Нової Зеландії. У 1976 році підписав контракт з місцевим «Гісборн Сіті», який того сезону здобув лише три перемоги в 16-и матчах. У 1979 році допоміг команді виграти Центральну лігу.

## Кар'єра в збірній
У футболці національної збірної Нової Зеландії дебютував 20 серпня 1980 року в переможному (4:0) поєдинку проти Мексики. Учасник чемпіонату світу 1982 року, на якому зіграв у програному (2:5) поєдинку проти Шотландії. 
По завершенні кар'єри гравця працював журналістом у виданні «Гісборн Геральд».

## Досягнення
«Гісборн Сіті»
- Чемпіонат Нової Зеландії
  -  Срібний призер (1): 1980

- Центральна ліга
  -  Чемпіон (1): 1979

- Ейр Нью-Зіланд
  -  Фіналіст (1): 1976

- Челендж Трофі
  -  Фіналіст (1): 1981